# ピアノソナタ第35番 (ハイドン)
ピアノソナタ第48番 ハ長調 作品30-1 Hob. XVI:35 は、フランツ・ヨーゼフ・ハイドンが作曲したピアノソナタ。ランドン版では第48番となっている。
従って、この項目のタイトルにある作品の通し番号も「第35番」ではなく「第48番」と改めるべきである。

## 概要
ソナタアルバムの第1巻やソナチネアルバムの第1巻にも収録されており、ハイドンのピアノソナタの中でもよく知られている作品の1つである。
作曲された時期に関しては不明な点が多いが、1780年に第35(48)番から第39(52)番までと第20(33)番の6曲が「ソナタ集 第1巻」作品30として出版されているため、それ以前の作であることがわかっている。

## 曲の構成
- 第1楽章 アレグロ・コン・ブリオ
ハ長調、2分の2拍子、ソナタ形式。
ハイドンらしい明るさが現れている。展開部（発展部）に、下属調の主題を持っている。再現部の中に、短調になる部分を取り入れている。
- 第2楽章　アダージョ
ヘ長調、4分の4拍子、バロック・ソナタ形式。
第1主題の再現を欠く。とてもゆったりとした曲である。
- 第3楽章　アレグロ
ハ長調、4分の3拍子、ロンド形式。
中間部で同主調であるハ短調になる。